# Chatom
Chatom es un pueblo ubicado en el condado de Washington en el estado estadounidense de Alabama. En el censo de 2000, su población era de 1193. 

## Demografía
En el 2000 la renta per cápita promedia del hogar era de $ 31.319$ , y el ingreso promedio para una familia era de 41.563$. El ingreso per cápita para la localidad era de 16.650$. Los hombres tenían un ingreso per cápita de 36.518$ contra 19.750$ para las mujeres.

## Geografía
Chatom está situado en 31°27′42″N 88°14′53″O / 31.461656, -88.248051..
Según la Oficina del Censo de los EE. UU., la ciudad tiene un área total de 10.88 millas cuadradas (28.17 km ²).